# Генеральный директор полиции
Генеральный директор полиции (фин. poliisiylijohtaja)  —  возглавляет Дирекцию полиции Финляндии, выполняя функции её высшего руководителя. Генерального директора полиции назначает Государственный совет Финляндии по представлению министра внутренних дел сроком на пять лет.
В настоящее время должность генерального директора полиции занимает Илкка Коскемяки, приступивший к обязанностям 1 сентября 2024 года.

## История
Ранее до 1 марта 1973 года, до окончания срока полномочий Фьялара Ярвы, использовалось наименование главный полицейский начальник (фин. ylipoliisipäällikkö).
Главные полицейские начальники и генеральные директора полиции до настоящего времени всегда были мужчинами и имели юридическое образование  обычно степень лиценциата права.
До 2014 года Дирекция полиции отвечала за назначение начальников местной полиции, пока эта обязанность не была передана Министерству внутренних дел. Однако генеральный директор полиции и сейчас должен быть заслушан перед принятием решения о назначении.

В том же году Государственный совет утвердил постановление, определяющее требования к квалификации генерального директора полиции:
1) Генеральный директор Дирекции полиции должен иметь степень кандидата права либо, в дополнение к диплому офицера полиции, предусмотренную в пункте 3 степень высшего образования; быть хорошо знакомым с полицейской деятельностью и административной работой, а также иметь на практике подтверждённые управленческие навыки и опыт руководящей работы.
В 2021 году месячная зарплата генерального директора полиции составляла 11 981 евро.